# Thomas Dufter
Thomas Dufter (né le 20 décembre 1966) est un ancien spécialiste allemand du combiné nordique.

## Palmarès

### Jeux olympiques
| Épreuve / Édition | [[Jeux olympiques d'hiver de 1992\|Albertville 1992]] | [[Jeux olympiques d'hiver de 1994\|Lillehammer 1994]] |
| Individuel        | 12e                                                   | 23e                                                   |
| Par équipes       | 5e                                                    | 10e                                                   |

### Championnats du monde
| Épreuve / Édition | [[Championnats du monde de ski nordique 1991\|Val di Fiemme 1991]] | [[Championnats du monde de ski nordique 1993\|Falun 1993]] | [[Championnats du monde de ski nordique 1995\|Thunder Bay 1995]] |
| Par équipes       | 4e                                                                 | Bronze                                                     | 6e                                                               |

### Coupe du monde
- Meilleur classement général : 12e en 1992.
- Meilleur résultat : 2e ( Saalfelden, le 23 janvier 1993).

### Coupe du monde B
- Victoire à  Planica le 16 décembre 1990, lors de la toute première épreuve de cette compétition